# Amusurgus maculatus
Amusurgus maculatus är en insektsart som beskrevs av Lucien Chopard 1927. Amusurgus maculatus ingår i släktet Amusurgus och familjen syrsor. Inga underarter finns listade i Catalogue of Life.